# Клер Вінгер Гарріс

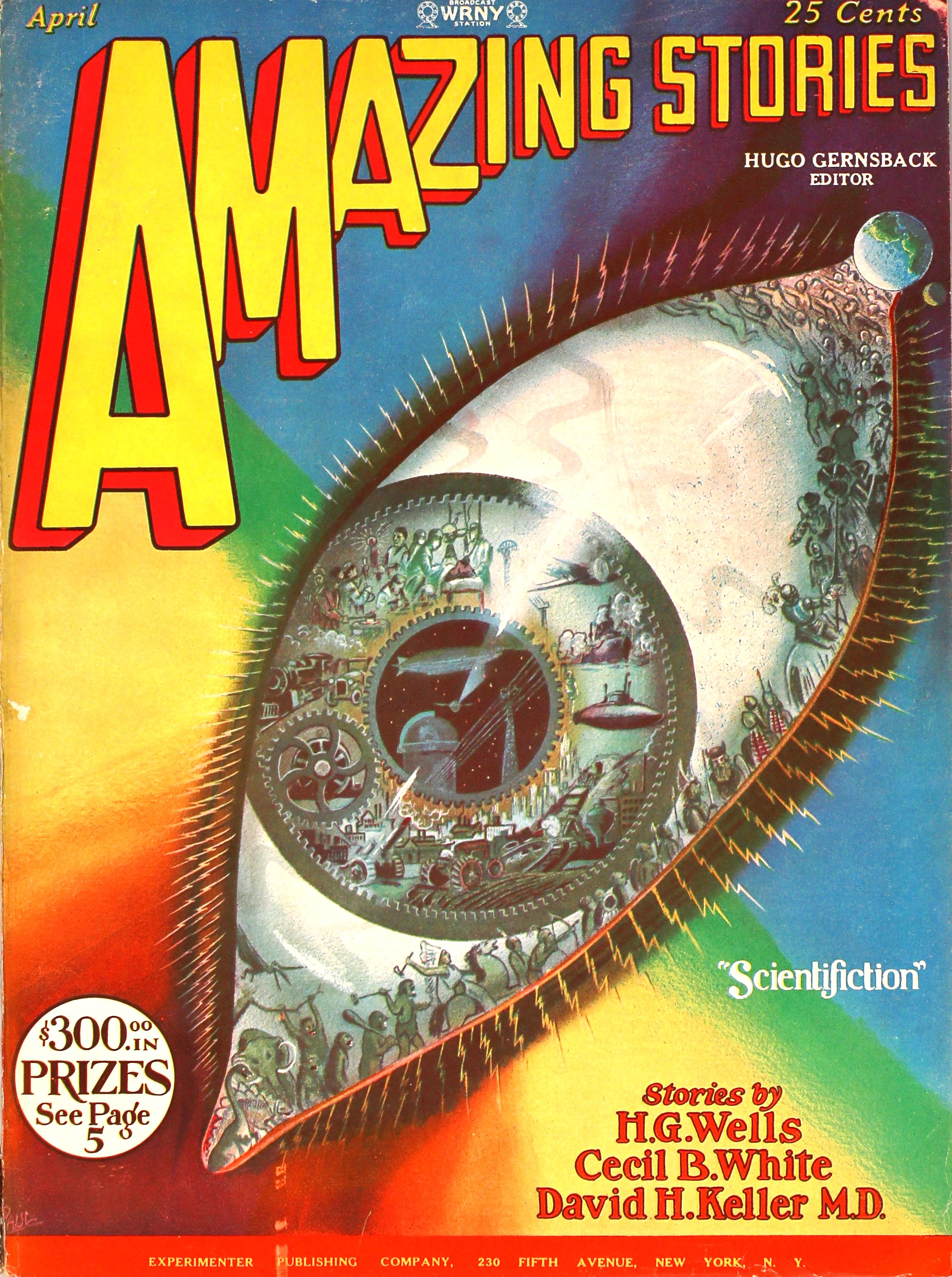
Обкладинка випуску журналу Amazing Stories за квітень 1928 року, де було представлено класичне оповідання Клер Вінгер Гарріс «Диво лілії».

Клер Вінґер Гарріс (18 січня 1891 , Фріпорт, Іллінойс  — 26 жовтня 1968 , Пасадіна, Каліфорнія )) — рання письменниця-фантаст, чиї оповідання публікувалися протягом 1920-х років. Її вважають першою жінкою, яка опублікувала оповідання під своїм іменем у науково-фантастичних журналах. Її оповідання часто стосувалися персонажів на «кордонах людства», таких як кіборги.
Гарріс почала публікувати журнальні оповідання в 1926 році, і незабаром їх дуже полюбили читачі. Вона продала загалом одинадцять оповідань, які були видані окремою збіркою в 1947 році — «Подалі від тут і зараз». Її стать стала несподіванкою для Г'юго Гернсбека, редактора, який зрештою купив більшість її робіт, оскільки вона була першою американкою, яка публікувала власні твори в журналах наукової фантастики під своїм іменем. Її оповідання, в яких часто фігурують сильні жіночі персонажі, час від часу передруковувалися та отримали позитивну реакцію критиків, у тому числі визнання її піонерської ролі як письменниці у сфері, де домінують чоловіки.

## Життєпис
Клер Вінгер народилася 18 січня 1891 року в Фріпорті, штат Іллінойс (США), а пізніше навчалася в Сміт-коледжі в Массачусетсі . Її батько, Френк Стовер Вінгер, був інженером-електриком, який також цікавився науковою фантастикою; у 1917 році він опублікував роман під назвою «Чарівник острова»; або, Виправдання професора Валдінгера. Її мати, Мей Стовер, була донькою Ді Сі Стовера, засновника Stover Manufacturing and Engine Company. (Френк також був пов'язаний із родиною Стоверів по лінії матері, звідси його друге ім'я.) Незвично для епохи, коли їхні діти народилися та виросли, Френк і Мей розлучилися.
У 1912 році Клер вийшла заміж за Френка Клайда Гарріса. Її чоловік був архітектором та інженером, який брав участь у Першій світовій війні та був головним інженером Loudon Machinery Company в Айові та одним із організаторів American Monorail Company у Клівленді, штат Огайо .
Гарріс народила трьох синів (Клайд Вінгер, нар. 1915; Дональд Стовер, нар 1916; Лінн Текрі, нар. 1918). З родиною вони жили в Айові в 1925 році згідно з переписом населення штату. Десь перед 1930 роком родина переїхала до Лейквуда, штат Огайо. Її кар'єра письменниці тривала з 1923 по 1933 роки, під час її перебування в обох цих місцях.
Гарріс припинив писати оповідання після 1933 року. У 1935 році вона все ще жила в Лейквуді, і, згідно з інтерв'ю з її онуком, вони з Френком «залишалися разом, поки їхні діти повністю не виросли». Наймолодшому синові Клер і Френка виповнилося 18 років у 1936 році, а до 1940 року записи перепису населення США показують, що Клер В. Гарріс була розлученою та проживала в Пасадіні, штат Каліфорнія, де вона прожила решту свого життя. У 1947 році вона приватно опублікувала збірку своїх оповідань, але про останні десятиліття її життя мало що відомо. Померла 26 жовтня 1968 року в Пасадіні.

## Письменницька кар'єра

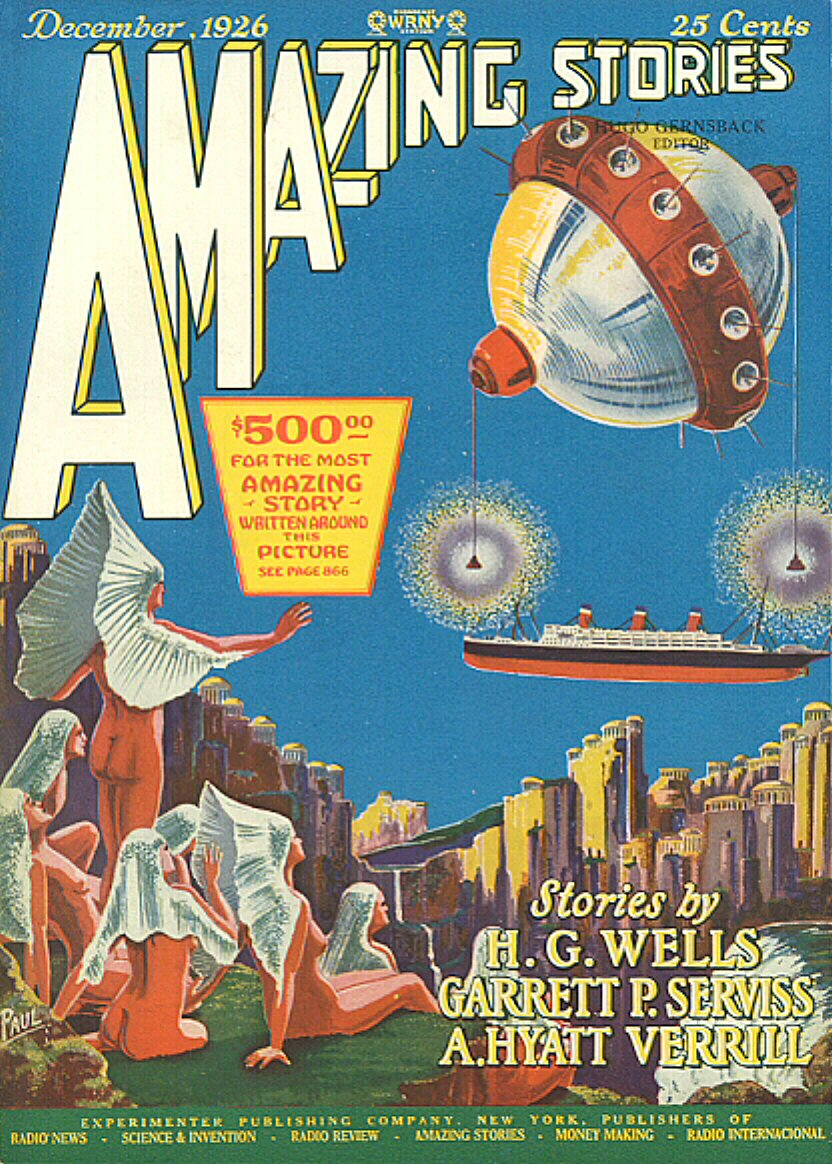
Обкладинка випуску журналу Amazing Stories за грудень 1926 року, в якому опублікована новела Клер Вінгер Гарріс «Доля Посейдонії».

Гарріс дебютував як письменниця у 1923 році історичним романом під назвою «Персефона з Елевсіна: Роман Стародавньої Греції» . Решта її творів були в іншому жанрі. Це були виключно оповідання у сфері наукової фантастики.
Гарріс опублікувала своє перше оповідання «A Runaway World» у числі Weird Tales за липень 1926 року. У грудні того ж року вона подала історію на конкурс, який проводив редактор Amazing Stories Г'юго Гернсбек. Оповідання Гарріс «Доля Посейдонії» (космічна опера про марсіан, які викрадають земну воду) посіла третє місце. Незабаром вона стала однією з найпопулярніших письменниць Гернсбека.
Зрештою Гарріс опублікувала 11 коротких оповідань у пульп-журналах, більшість із них у Amazing Stories (хоча вона також публікувала в інших виданнях, таких як Science Wonder Quarterly). Свої найбільш відомі твори вона написала в 1920-х роках; у 1930 році вона перестала писати, щоб займатися вихованням своїх дітей. Було помічено її відсутність у пульпах — наприкінці 1930 року один шанувальник написав до Amazing Stories, щоб запитати: «Що сталося з Клер Вінгер Гарріс? Я скучив за нею…» Однак у 1933 році вона таки опублікувала одне оповідання під назвою «Віброметр», воно з'явилося в брошурі під назвою «Наукова фантастика». Редактори цього видання, Джеррі Сігел та Джо Шустер, на той час були учнями середньої школи в Клівленді.
У 1947 році всі оповідання Гарріс, крім «Віброметра», були зібрані під назвою «Подалі від тут і зараз»; збірка 2019 року "Штучна людина та інші історії " також включає «Віброметр». Її оповідання також передруковувалися в таких антологіях, як «Доньки Землі: Феміністська наукова фантастика у 20-му столітті» (з критичним есе), «Наукова фантастика», "Антологія дивовижної наукової фантастики: Дивовижні роки 1926—1935 " і "Боже вау! Почуття дива Наукова фантастика .
Гарріс також зробила одну з перших спроб класифікувати наукову фантастику, коли в серпневому випуску Wonder Stories за 1931 рік вона перерахувала 16 основних тем наукової фантастики, включаючи «міжпланетні космічні подорожі», «пригоди в інших світах» та «створення синтетичних життєвих історій».

## Критичний погляд і вплив
Коли Ґернсбек опублікував перше оповідання Гарріс у «Дивовижних історіях», він позитивно відгукнувся про її творчість, водночас висловивши здивування тим, що жінка може писати хорошу наукову фантастику: «Те, що лауреатом третього призу виявилася жінка, було одним із сюрпризів конкурсу, бо, як правило, жінки не є хорошими авторами наукових статей, оскільки їх освіта та загальні схильності до наукових питань зазвичай обмежені. Але виняток, як завжди, підтверджує правило, виняток у цьому випадку надзвичайно вражаючий» . Протягом багатьох років Гарріс стверджувала, що була першою жінкою-письменницею наукової фантастики в Сполучених Штатах Америки, хоча пізніші дослідження довели, що це неправда, оскільки Ґертруда Барроуз Беннетт, яка писала під псевдонімом Френсіс Стівенс, публікувала науково-фантастичні історії ще в 1917 році. Однак, справжня особистість «Френсіса Стівенса» не була відома публічно до 1952 року, задовго після того, як Гарріс і Беннетт закінчили письменницьку кар'єру.
Останнім часом Гарріс часто приписують вужче визнання того, що вона була першою американкою, яка опублікувала оповідання в журналах наукової фантастики під своїм іменем. Тим не менш, це також має пояснення: будучи підлітком, Беннетт, уроджена Гертруда Мейбл Барроуз, опублікувала одне оповідання під ім'ям GM Barrows (тобто її власне ім'я) у випуску журналу Argosy 1904 року. Однак Argosy не був науково-фантастичним журналом, оскільки в ньому публікувалися історії різних жанрів.
Незважаючи на те, що Гарріс опублікувала лише кілька оповідань, майже всі вони були перевидані протягом багатьох років. З них «Чудо лілії» було перевидано найбільше й схвалено багатьма критиками, а Річард Лупофф сказав, що оповідання «виграло б премію Г'юго за найкраще оповідання, якби ця нагорода тоді існувала».  Лупофф також писав, що "[х]оча сьогоднішній читач може вважати її прозу старомодною, оповідання кишать ще свіжими та провокаційними ідеями
«Доля Посейдонії» також перевидавалася кілька разів і вважається раннім прикладом науково-фантастичної історії з сюжетом навколо героїчної жінки. Інші оповідання Гарріс також відомі тим, що в них присутні сильні жіночі персонажі, наприклад Сільвія, пілот літака та механік у «Мавпячому циклі» (1930). Гарріс також написала одне оповідання, від жінки-головного героя (у «П'ятому вимірі» 1928 року).
Оскільки Гарріс була першою американкою, яка опублікувала власні твори в науково-фантастичних журналах під власним іменем, і завдяки її захопленню жіночими персонажами та темами, вона була визнана в останні роки піонером жіночої та феміністичної наукової фантастики.
Її роботи були представлені в Музеї історії Пасадіни в 2018 році як частина виставки під назвою «Мріяти про Всесвіт: перетин науки, фантастики та Південної Каліфорнії».

### Романи
- Персефона з Елевсіна: Роман Стародавньої Греції (1923)

### Колекції
- Away from the Here and Now: Stories in Pseudo-Science (Філадельфія: Дорранс, 1947)
- Штучна людина та інші історії (видавництво «Белт», лютий 2019 р.)

### Оповідання
(Історії включені до "Далеко від тут і зараз ").
- « A Runaway World» (Weird Tales, липень 1926)
- « Доля Посейдонії» (Amazing Stories, червень 1927) [12]
- « A Certain Soldier» (Weird Tales, листопад 1927)
- « The Fifth Dimension» (Amazing Stories, грудень 1928)
- « The Menace From Mars» (Amazing Stories, жовтень 1928)
- « Чудо лілії» (Amazing Stories, квітень 1928)[18]
- " Штучна людина " (Science Wonder Quarterly, осінь 1929 р.)
- « Дитина на Нептуні» з Майлзом Дж. Брейером, доктором медицини (Дивовижні історії, грудень 1929 р.)
- « Диявольський наркотик» (Дивовижні історії, травень 1929)
- « The Evolutionary Monstrosity» (Amazing Stories Quarterly, зима 1929 р.)
- « Мавпячий цикл» (Science Wonder Quarterly, весна 1930 р.)

(Історії включені до "Штучна людина та інші історії ").
- «Віброметр» (Science Fiction #5, 1933, ред. Джеррі Сігел)[22]

### Нариси
- Лист (Дивовижні історії, травень 1929): дуже цікавий лист від одного з наших авторів
- Лист (Air Wonder Stories, вересень 1929 р.) [тільки як Клер В. Гарріс]: про те, чому Air Wonder Stories не можуть стати гарним місцем для її белетристики
- Лист (Weird Tales, березень 1930): Вираз вдячності за стиль роману Генрі де Вере Стекпула «Блакитна лагуна» (роман)
- Лист (Дивовижні історії, серпень 1931): Можливі науково-фантастичні сюжети